# ムスコン
ムスコン (muscone) は有機化合物の一種で、麝香に含まれ、その香りの元となっている15員環の環状ケトン。化学式は C16H30O、分子量は 238.40 である。IUPAC命名法では (R)-3-メチルシクロペンタデカノンと表される。CAS登録番号はR体が[10403-00-6]、ラセミ体が[541-91-3]。
1906年に単離され、レオポルト・ルジチカにより1926年に構造が解明され、1934年に化学合成された。キラル化合物であり、天然に存在するのは (R)-体（(−)-体）である。
揮発性のある無色の油状液体で、水などの極性溶媒に溶けにくいが、有機溶媒にはよく溶ける。香料の原料として、合成によりラセミ体が生産されている。
類似の香りを持つ香料として合成ムスクと呼ばれる人工化合物群が知られるが、それらは香りが似ているだけで構造などは大きく異なる（例: キシレンムスク〔1-tert-ブチル-3,5-ジメチル-2,4,6-トリニトロベンゼン〕）。